# 2004 MT8
2004 MT8, também escrito como 2004 MT8, é um objeto transnetuniano que está localizado no Cinturão de Kuiper, uma região do Sistema Solar. Este corpo celeste é classificado como um cubewano. Ele possui uma magnitude absoluta de 6,6 e tem um diâmetro estimado com 211 km.

## Descoberta
2004 MT8 foi descoberto no dia 24 de junho de 2004 pelo astrônomo B. Gladman.

## Órbita
A órbita de 2004 MT8 tem uma excentricidade de 0,044 e possui um semieixo maior de 43,044 UA. O seu periélio leva o mesmo a uma distância de 41,168 UA em relação ao Sol e seu afélio a 44,920 UA.